# John Henry Lewis
John Henry Lewis est un boxeur américain né le 1er mai 1914 à Los Angeles, Californie, et mort le 18 avril 1974.

## Carrière
Il devient champion du monde des mi-lourds le 31 octobre 1935 en battant aux points Bob Olin puis conserve son titre contre Jock McAvoy et Len Harvey en 1936, à nouveau Olin en 1937 et contre Emilio Martinez et Al Gainer en 1938.
Lewis passe ensuite dans la catégorie poids lourds et défie le champion du monde, Joe Louis. Battu par KO dans le 1er round le 25 janvier 1939, les médecins s’aperçoivent qu’il est pratiquement aveugle de l’œil gauche l’obligeant à renoncer à sa ceinture en mi-lourds. Plus tard, il admettra avoir dissimulé cette cécité apparue en fait en 1935 à l’issue de son combat contre Abe Feldman. Il met un terme à sa carrière en 1939.

## Distinction
- John Henry Lewis est membre de l'International Boxing Hall of Fame depuis 1994[2].